# Vörösfejű gébics
A vörösfejű gébics (Lanius senator) a madarak osztályának verébalakúak (Passeriformes) rendjén belül a gébicsfélék (Laniidaee) családjába tartozó faj.

## Előfordulása
Európa középső és déli részén, Észak-Afrikában fészkel. Telelni a trópusi Afrikába vonul. Száraz, nyílt, bokros területek, facsoportok, gyümölcsösök és nagyobb erdők lakója.

## Alfajai
- Lanius senator badius Hartlaub, 1854
- Lanius senator niloticus (Bonaparte, 1853)
- Lanius senator rutilans Temminck, 1839
- Lanius senator senator Linnaeus, 1758

## Megjelenése
Testhossza 18 centiméter, szárnyának fesztávolsága 26–28 centiméter, testtömege 30–40 gramm. A hím fejének hátsó fele és tarkója rozsdabarna. Szemsávja fekete, nyaka és hasi része fehér. Szárnyai feketék, fehér díszítéssel, vállán nagy fehér foltja található. A tojóra a barnás szín a jellemző.
|  |

## Életmódja
Rovarokkal, főleg sáskákkal táplálkozik. Néha apróbb madarakat is megfog, és a tövisszúró gébicshez hasonlóan töviseken raktároz. Élénk, hangos madár.

## Szaporodása

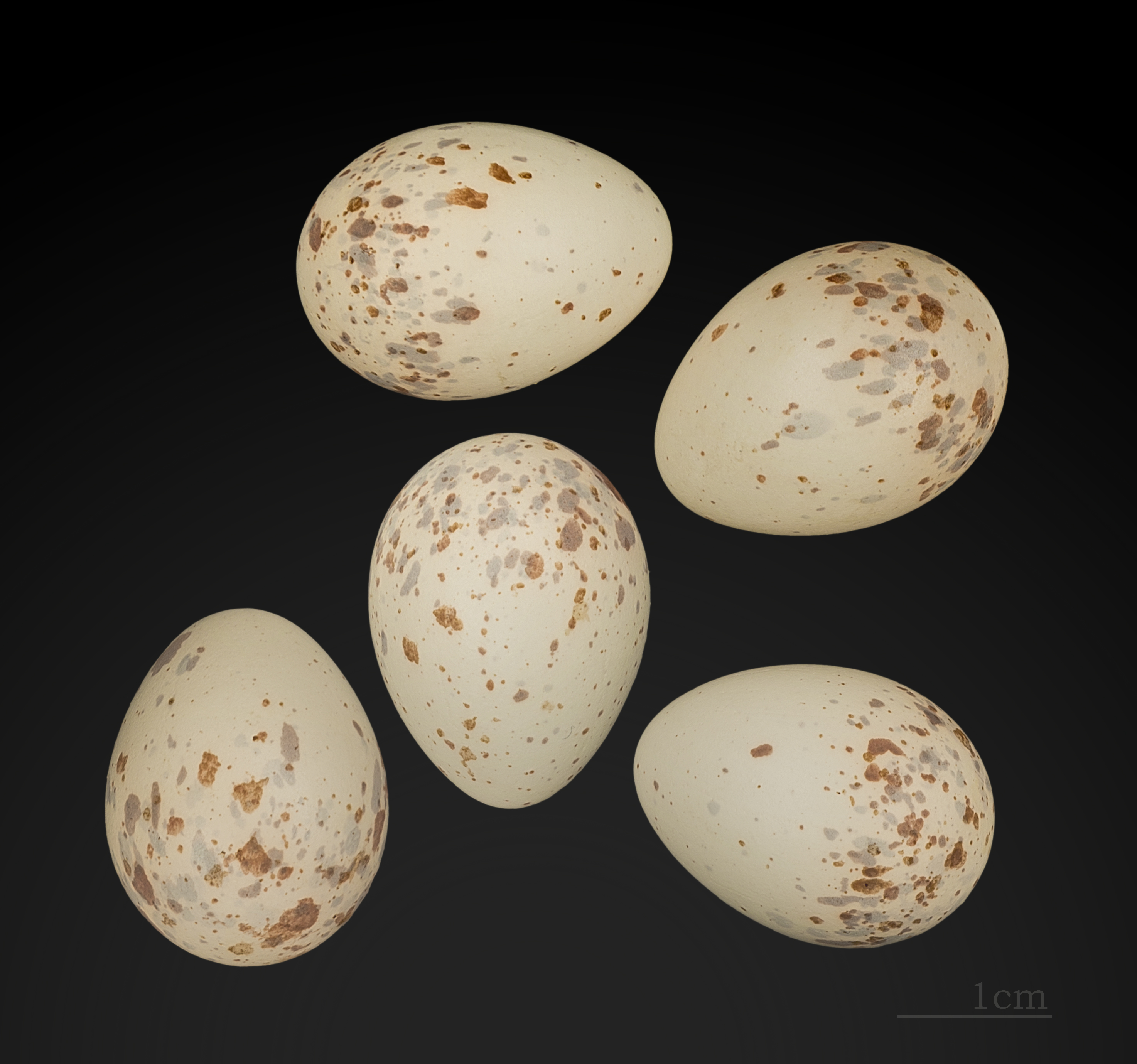
Lanius senator

Fűszálakból álló csésze alakú fészkét, fákra építi, szőrszálakkal és tollakkal béleli ki. Fészekalja 4-7 tojásból áll, melyen 15–16 napig kotlik. A fiókák még 19–20 napig vannak a fészekben.

## Kárpát-medencei előfordulása
Májustól szeptemberig tartózkodik Magyarországon, ritka fészkelő.

## Védettsége
Védett, pénzbeli értéke 50 000 Ft.

## Külső hivatkozások
- Képek az interneten a fajról
- Internet Bird Collection - videók a fajról